# Sviní hnízdo
Sviní hnízdo je přírodní památka poblíž obce Slavkov v okrese Uherské Hradiště. Nachází se jihozápadně od vrcholu kopce Lesná. Důvodem ochrany je smíšený listnatý porost s bohatým podrostem, naleziště motýla jasoně dymnivkového (Parnassius mnemosyne).

## Fotogalerie

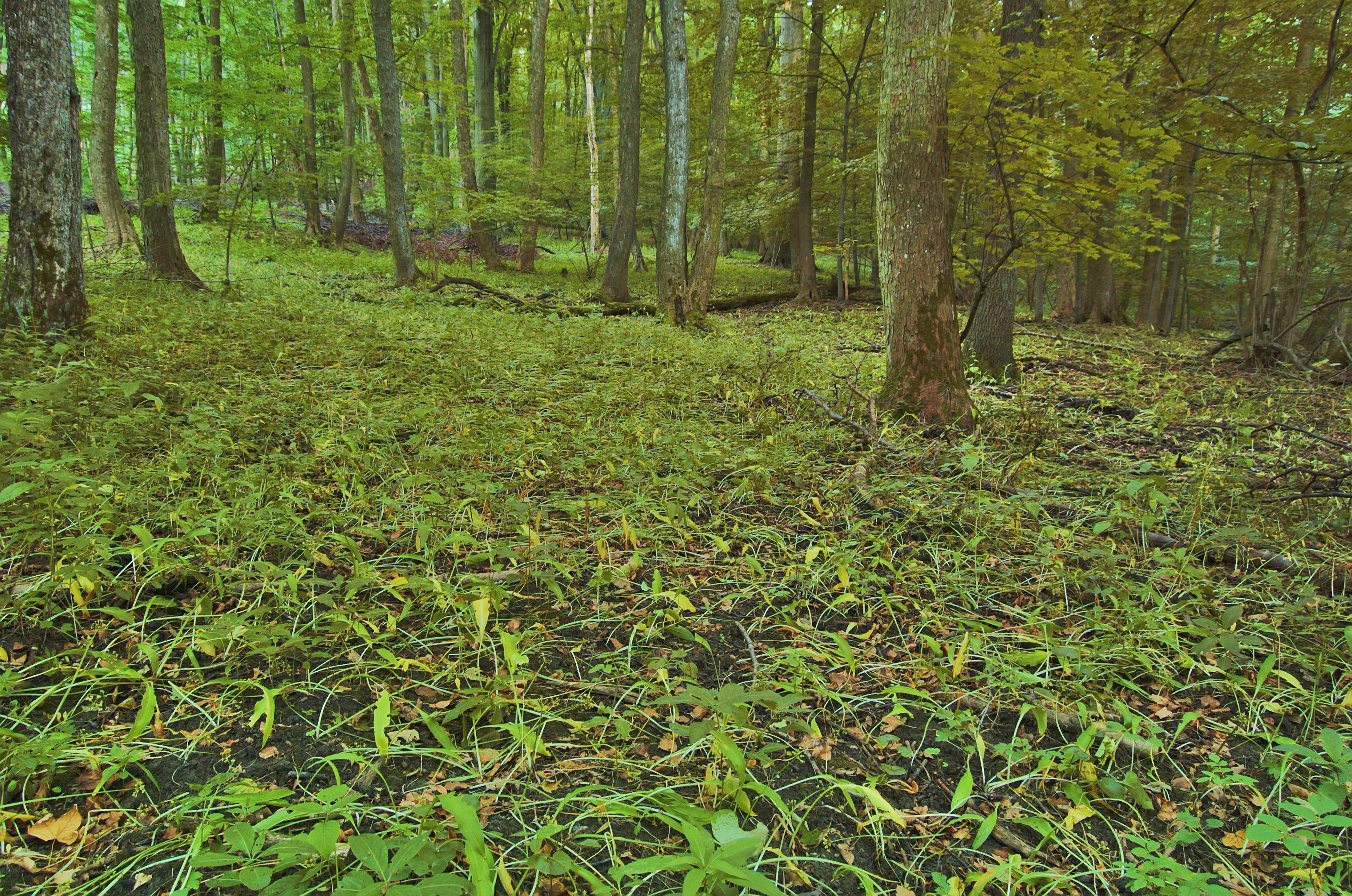
Lesní porost
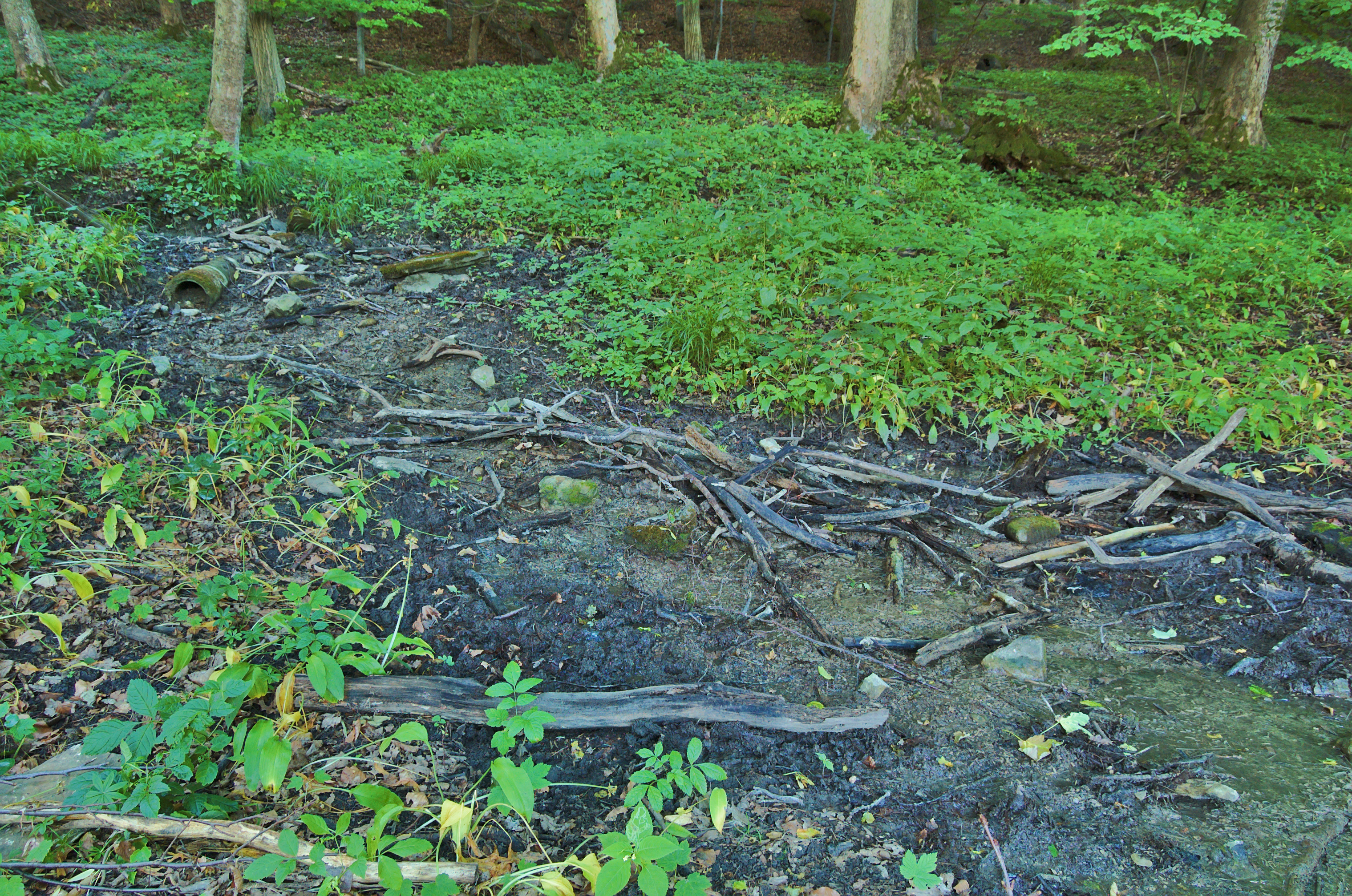
Prameniště
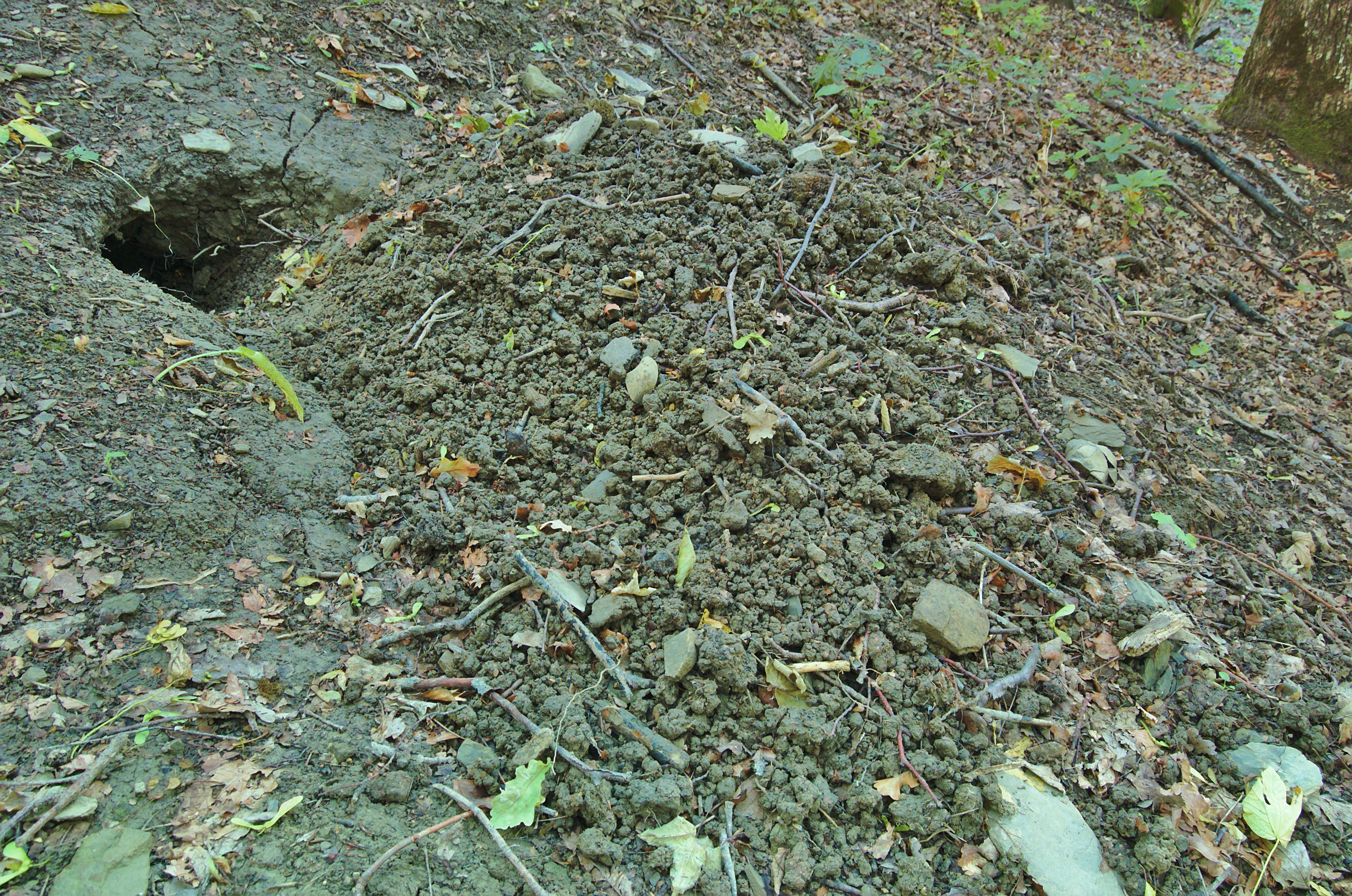
Nora
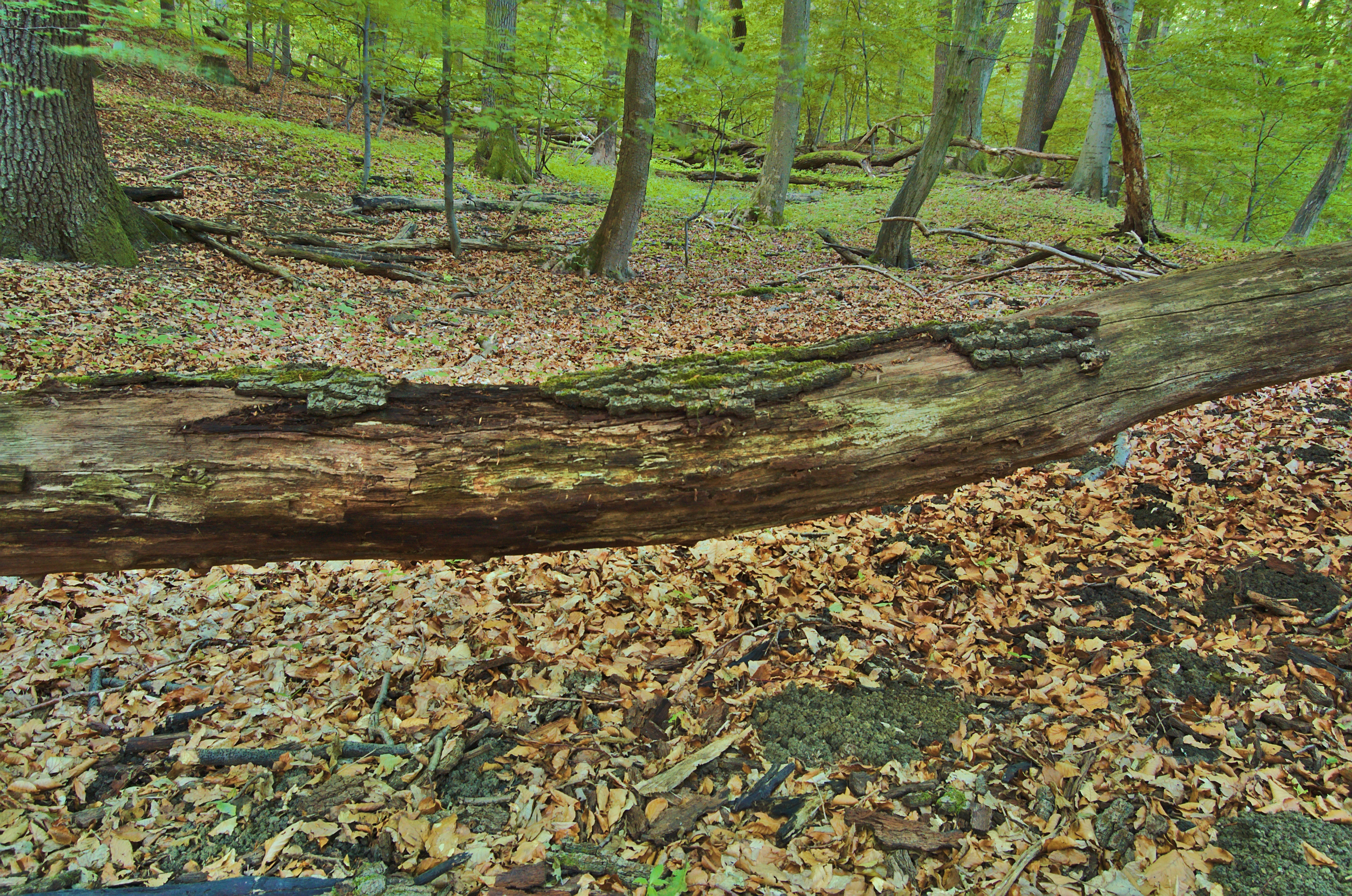
Spadené stromy
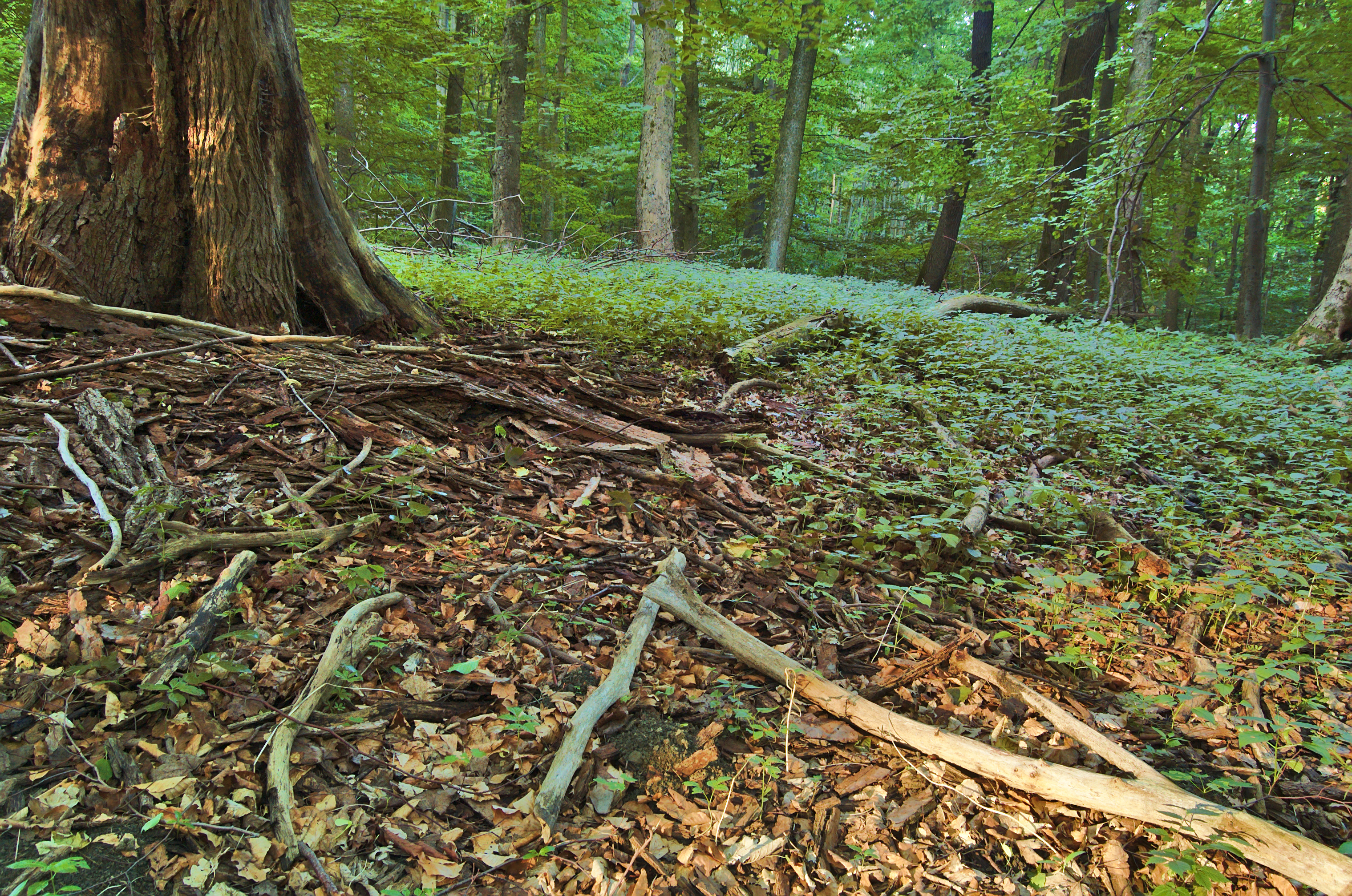
Lesní porost